# 荒野遊俠
《荒野遊俠》（台湾又译作）是Interplay Productions开发，艺电于1988年发行的电子角色扮演游戏，对应Apple II、康懋达64、MS-DOS平台。游戏为废土系列的首部作品。
《废土 复刻版》于2020年发行，对应Microsoft Windows、OS X、Linux、Xbox One平台。